# Aloe pirottae
Aloe pirottae ist eine Pflanzenart der Gattung der Aloen in der Unterfamilie der Affodillgewächse (Asphodeloideae). Das Artepitheton pirottae ehrt den italienischen Botaniker Pietro Romualdo  Pirotta (1853–1936).

## Beschreibung

### Vegetative Merkmale
Aloe pirottae wächst stammlos oder sehr kurz stammbildend, sprosst und bildet kleine Gruppen. Die Laubblätter bilden eine Rosette. Die dunkelgrüne Blattspreite ist 45 bis 90 Zentimeter lang und 6,5 bis 13 Zentimeter breit. Sie ist mit zahlreichen verlängerten hellen Flecken besetzt. Die Blattoberfläche ist glatt. Die braun gespitzten Zähne am Blattrand sind 4 bis 5,5 Millimeter lang und stehen 10 bis 15 Millimeter voneinander entfernt.

### Blütenstände und Blüten
Der Blütenstand weist bis zu 28 Zweige auf und erreicht eine Länge von 100 Zentimeter und mehr. Die lockeren, zylindrischen Trauben sind 7 bis 33 Zentimeter lang und bestehen oft aus einseitswendigen Blüten. Die eiförmigen, spitzen oder spitz zulaufenden Brakteen weisen eine Länge von 3 bis 10 Millimeter auf und sind 2 bis 5 Millimeter breit. Die gelben, grün gezeichneten, orangefarbenen oder gelegentlich roten, zylindrischen bis fast keulenförmige Blüten stehen an 3 bis 9 Millimeter langen Blütenstielen. Sie sind 20 bis 28 Millimeter lang. Auf Höhe des Fruchtknotens weisen die Blüten einen Durchmesser von 6 bis 8 Millimeter auf. Ihre äußeren Perigonblätter sind auf einer Länge von 6 bis 15 Millimeter nicht miteinander verwachsen. Die Staubblätter und der Griffel ragen kaum aus der Blüte heraus.

## Systematik und Verbreitung
Aloe pirottae ist im Süden von Äthiopien und im Nordosten von Kenia in offenem Akazien-Waldland in Höhen von 900 bis 1820 Metern verbreitet.
Die Erstbeschreibung durch Alwin Berger wurde 1905 veröffentlicht.

## Nachweise